# Agustín Remesal
Agustín Remesal Pérez (Gema, Zamora, 1947) es un periodista español.

## Trayectoria
Periodista especializado en medios audiovisuales, ha desarrollado casi toda su carrera en los canales públicos Radio Nacional de España y Televisión Española, habiendo ingresado en RTVE en 1975.
Especializado en información internacional, ha prestado sus servicios en diferentes corresponsalías en el exterior de la mencionada cadena de televisión. Entre los destinos que ha cubierto, ha sido corresponsal en París (1990), Nueva York (1996-1999), Londres entre 1999 y 2000, Lisboa desde 2000, y Jerusalén entre 2004 y 2007. Se jubiló en 2007 como consecuencia del Expediente de regulación de empleo aplicado por la dirección de la cadena.
Además, entre 1994 y 1996 condujo el espacio divulgativo El lector, en La 2.
Autor del libro de análisis político Gaza, una cárcel sin techo, sobre el Conflicto israelo palestino. En 2013 publicó Por tierras de Portugal.
Publica cada domingo en El Norte de Castilla: https://www.elnortedecastilla.es/autor/agustin-remesal-2769.html